# ماريان آدم
ماريان آدم (بالألمانية: Marianne Adam)‏ (و. 1951  م) هي منافسة ألعاب القوى من ألمانيا، وألمانيا الشرقية، ولدت في لوكنفالده، شاركت في الألعاب الأولمبية الصيفية 1976، والألعاب الأولمبية الصيفية 1972.

## روابط خارجية
- ماريان آدم على موقع الاتحاد الدولي لألعاب القوى (الإنجليزية)
- ماريان آدم على موقع أوليمبيديا (الإنجليزية)